# Metal Gear
Metal Gear (メタルギア) é uma série de jogos eletrônicos de tiro em terceira pessoa e de furtividade, criada por Hideo Kojima e produzida pela Konami. Nele, o jogador tem o controle de um soldado altamente treinado em infiltração (Solid Snake, Big Boss ou Raiden) e tem que enfrentar armas com capacidade de destruição em massa, Metal Gear, tanques gigantescos com capacidade de lançar ataques nucleares em qualquer terreno ou área do globo. A série é famosa por ser a primeira a fazer parte da categoria "stealth", devido às suas longas cenas cinemáticas, enredos complexos e sua exploração da natureza da política, guerras, censura, engenharia genética, inteligência artificial, lealdade, realidade, "verdade" subjetiva vs. universal e temas filosóficos, além de frequentemente derrubar a quarta parede.
O primeiro jogo da série Metal Gear foi lançado em 1987 para o MSX2, com uma conversão inferior para o NES. Em 1990, foi lançada a sua sequência, Metal Gear 2: Solid Snake. Com o surgimento da quinta geração de consoles, Hideo Kojima conseguiu usar o potencial do PlayStation para criar o Metal Gear Solid com gráficos 3D excepcionais (para a época) e dublagens em todas as línguas. Depois de MGS, ainda vieram as suas sequelas Metal Gear Solid 2: Sons of Liberty para Playstation 2, Xbox e PC, e Metal Gear Solid 3: Snake Eater para a PlayStation 2. Uma versão para o PlayStation 3 da série foi lançada, em 12 de junho de 2008, pela Kojima Productions, chamada Metal Gear Solid 4: Guns of the Patriots.
Foi desenvolvido Metal Gear Rising:Revengeance, um spin-off com Raiden, para as plataformas Xbox 360, Playstation 3 e Windows.
Sua continuação Metal Gear Solid V: The Phantom Pain fora lançada dia 1 de setembro de 2015, sendo o oitavo título canónico na série Metal Gear e o sexto dentro da sua cronologia fictícia. O jogo serve como continuação para Metal Gear Solid V: Ground Zeroes, mas a sua história é anterior aos eventos ocorridos no jogo original Metal Gear original.
No dia 24 de outubro de 2023, na PlayStation Showcase, a Konami anuncia Metal Gear Solid Delta: Snake Eater, um remake de Metal Gear Solid 3: Snake Eater, junta de uma coletânea Metal Gear Solid, Metal Gear Solid 2: Sons of Liberty e Metal Gear Solid 3: Snake Eater, intitulada Metal Gear Solid Master Collection Vol.1

## Histórico
Foi um dos primeiros jogos, se não o primeiro, a dar ênfase em progredir sem ser detectado pelos inimigos, evitando, ao máximo, confrontar-se com eles. Muitas das coisas que viriam a ser marcas registradas da série já aparecem nessa primeira missão de Solid Snake, como o rádio codec para comunicação com seus superiores, para tirar dúvidas sobre a missão, ou, até mesmo, a caixa de papelão (cardboard box). Foi feita uma versão deste mesmo jogo para o NES em 1988, porém, com 69 linhas de texto a menos e algumas modificações na história. Uma sequência, Metal Gear 2: Solid Snake, foi lançada em 1990 para computadores MSX2, porém, somente no mercado japonês. Metal Gear 2 teve adições importantes para a série, bem como uma história muito mais elaborada e cheia de revelações.
Depois disso, a série Metal Gear só retornou em 1998, com o nome de Metal Gear Solid, para o Sony PlayStation, adaptando a jogabilidade dos dois primeiros jogos para um ambiente 3D. Enquanto os dois primeiros jogos tiveram apenas um relativo sucesso, Metal Gear Solid foi um campeão de vendas, com mais de 15 milhões de cópias ao redor do mundo. Vários jogos tentaram copiar sua fórmula, o que fez da marca Metal Gear um dos carros-chefes da empresa Konami.
Metal Gear Solid teve duas sequências para o PlayStation 2: Metal Gear Solid 2: Sons of Liberty em 2001 e Metal Gear Solid 3: Snake Eater em 2004, cada um incrementando cada vez mais a jogabilidade e contando mais da história do universo de Metal Gear. Em março de 2006, foi lançado o Metal Gear Solid 3: Subsistence, com 2 discos, contendo o mesmo jogo do Metal Gear Solid 3: Snake Eater, mas com uma nova câmera, que permite visão total e livre ao jogador. Também foram adicionados mais recursos e o modo online, onde um jogador pode jogar contra outros pela Internet.
Metal Gear Solid 4: Guns of the Patriots é o quarto jogo da série "Solid", lançado 12 de junho de 2008, exclusivamente para o PlayStation 3. Possui o tema "sem lugar para se esconder" ("no place to hide"). Foi produzido por Ken-ichiro Imaizumi e Hideo Kojima, este último continuando como diretor, com a ajuda de Shuyo Murata como co-diretor. Nessa edição do jogo, que se passa no futuro, alguns personagens dos jogos anteriores reaparecem, como Meryl, Vamp e Raiden (personagem principal do MGS 2, que desta vez se assume como um ninja). O jogo recebeu nota 10 nas três maiores revistas online sobre jogos, Famitsu, Gamespot e IGN (onde recebeu a menção de "jogo nota 11").

## Lista dos principais jogos
Aqui estão listados todos os jogos que avançam a história como um todo e tidas como oficiais pelo autor (Hideo Kojima), em ordem de lançamento.
- Metal Gear (MSX2, NES, C64 — 1987)
- Metal Gear 2: Solid Snake (MSX2 — 1990)
- Metal Gear Solid (PlayStation, PC — 1998)
- Metal Gear Solid 2: Sons of Liberty (PlayStation 2 — 2001)
- Metal Gear Solid 3: Snake Eater (PlayStation 2 — 2004)
- Metal Gear Solid Portable Ops (PSP — 2006)
- Metal Gear Solid 4: Guns of the Patriots (PlayStation 3 — 2008)
- Metal Gear Solid Peace Walker (PSP — 2010)
- Metal Gear Rising: Revengeance (PlayStation 3, Xbox 360 — 2013, PC — 2014)
- Metal Gear Solid V: Ground Zeroes (PlayStation 3, Xbox 360, PlayStation 4, Xbox One - 18 de março de 2014, PC 18 de dezembro de 2014)
- Metal Gear Solid V: The Phantom Pain (PlayStation 3, Xbox 360, PlayStation 4, Xbox One, PC - 01 de setembro de 2015)

### Versões melhoradas ou complementares
- Metal Gear Solid: VR Missions (MGS) (PlayStation — 1999)
- Metal Gear Solid: Integral (MGS) (PlayStation, PC — 1999)
- Metal Gear Solid 2: Substance (MGS2) (Xbox, PlayStation 2, PC — 2003)
- The Document of Metal Gear Solid 2 (MGS2) (PlayStation 2 — 2002)
- Metal Gear Solid: The Twin Snakes (MGS) (GameCube — 2004)
- Metal Gear Solid 3: Subsistence (MGS3, MG, MG2) (PlayStation 2 — 2006)
- Metal Gear Solid: Portable Ops Plus (MPO) (PSP — 2007)
- Metal Gear Solid: Digital Graphic Novel 2 (MGS2) (PSP — 2007)
- Metal Gear Online (MGS4) (PlayStation 3 — 2008)
- Metal Gear Solid Mobile (Celular)
- Metal Gear Solid Snake Eater 3D (Nintendo 3DS, PSvita -2012)
- Metal Gear Solid Δ: Snake Eater (PlayStation 5, Xbox Series, Microsoft Windows - 2024)

### Sequências não oficiais ou spinoffs
- Snake's Revenge (NES — 1990)
- Metal Gear: Ghost Babel (Game Boy Color — 2000)
- Metal Gear Acid (PSP — 2004)
- Metal Gear Acid 2 (PSP — 2005)
- Metal Gear Solid Social Ops (Smartphones e Tablets - 2012)
- Metal Gear Survive (PS4, Xbox One e PC - 2018)

Também foram criados outros títulos da série Metal Gear, que não dão continuidade à série. O primeiro desses títulos foi Snake's Revenge, um jogo feito para o NES em 1990 para ser a sequência do Metal Gear original. O jogo foi feito no Japão, especificamente para o público americano (não existe versão japonesa do mesmo). Mesmo sem ter a participação de Hideo Kojima, o jogo foi considerado por ele como satisfatório, e, dele, veio a inspiração para fazer a verdadeira sequência do primeiro Metal Gear: o Metal Gear 2: Solid Snake, que sobrepôs toda a "história" do Snake's Revenge.
O próximo "não-oficial" foi o Metal Gear: Ghost Babel para Game Boy Color, lançado em 2000. No mercado americano, ele foi rebatizado para Metal Gear Solid para tentar aumentar as vendas do mesmo. Não é considerada uma sequência, mesmo usando alguns dados oficiais da história de jogos passados. Porém, pode ser considerado uma VR Mission (missão em realidade virtual) para o Jack, o Raiden, possivelmente treinando-o para os eventos de Metal Gear Solid 2: Sons of Liberty.
Aproveitando, a Nintendo lançou, em 2004, uma versão melhorada do primeiro Metal Gear Solid para GameCube, intitulado Metal Gear Solid: The Twin Snakes, que foi dirigido por Ryuhei Kitamura e desenvolvido pela Silicon Knights, uma subsidiária da Nintendo, sob supervisão da Konami. Os gráficos foram melhorados e uma nova dublagem e jogabilidade foram adaptadas do jogo Metal Gear Solid 2: Sons of Liberty.
Em 2004, a Konami lançou o Metal Gear Acid para o PSP. A série Acid não é baseada em espionagem, e, sim, um jogo de estratégia, combinando alguns fatores da série em forma de jogo de cartas. Apesar de não trazer grandes novidades, nem de agradar a todos os fãs, a série Acid fez sucesso e uma sequência já está em desenvolvimento.
Após a saída de Hideo Kojima, a Konami anuncia Metal Gear Survive, game voltado para a cooperação online que se passa em uma MSF absorvida por um buraco de minhoca, parando em uma dimensão paralela na qual enfrenta zumbis cristalinos, o fato do game destoar da proposta stealth de Metal Gear acabou gerando a revolta de fãs, declarando a série como morta, o game foi lançado em 20 de fevereiro de 2018 e recebeu dois trailers.

## Enredo

### Cronologia
Os doze jogos na cronologia oficial de Metal Gear criam uma narrativa que se expande por cinco décadas. Dos doze títulos, quatro são prequelas que se passam antes dos eventos do primeiro Metal Gear. A cronologia de Metal Gear é a seguinte:
| Título                                                  | Ano em que se passa | Ano de lançamento |
| ------------------------------------------------------- | ------------------- | ----------------- |
| Metal Gear Solid 3: Snake Eater (e Δ)                   | 1964                | 2004 - 2024       |
| Metal Gear Solid: Portable Ops                          | 1970                | 2006              |
| Metal Gear Solid: Peace Walker                          | 1974                | 2010              |
| Metal Gear Solid V: Ground Zeroes                       | 1975                | 2014              |
| Metal Gear Solid V: The Phantom Pain                    | 1984                | 2015              |
| Metal Gear (video game)                                 | 1995                | 1987              |
| Metal Gear 2: Solid Snake                               | 1999                | 1990              |
| Metal Gear Solid (e The Twin Snakes)                    | 2005                | 1998 - 2004       |
| Metal Gear Solid 2: Sons of Liberty - Capítulo "Tanker" | 2007                | 2001              |
| Metal Gear Solid 2: Sons of Liberty - Capítulo "Plant"  | 2009                | 2001              |
| Metal Gear Solid 4: Guns of the Patriots                | 2014                | 2008              |
| Metal Gear Rising: Revengeance                          | 2018                | 2013              |

## Mídia relacionada

### Trilha sonora
- Metal Gear 2: Solid Snake Original Soundtrack (1991)
- Metal Gear Solid Original Game Soundtrack (1998)
- Metal Gear >> Solid Snake: Music Compilation of Hideo Kojima/Red Disc (1998)
- Metal Gear Solid 2: Sons of Liberty Original Soundtrack (2001)
- Metal Gear Solid 2: Sons of Liberty Soundtrack 2: The Other Side (2002)
- Metal Gear Solid 2: Substance Original Soundtrack Ultimate Sorter Edition (2002)
- Metal Gear Solid 2: Substance Limited Soundtrack Ultimate Sorter Edition (2002)
- Metal Gear Solid 3: Snake Eater – Abstracted Camouflage (2004)
- Metal Gear Solid 3: Snake Eater – The First Bite (2004)
- Metal Gear Solid 3: Snake Eater – Canção "Snake Eater" de Metal Gear Solid 3 (2004)
- Metal Gear Solid 3: Snake Eater Original Soundtrack (2004)
- Metal Gear Acid 1 and 2 Original Soundtrack (2005)
- Metal Gear Solid: Portable Ops Original Soundtrack (2006)
- Metal Gear Solid Music Collection (2007)
- Metal Gear Solid 4: Guns of the Patriots Original Soundtrack (2008)
- Metal Gear Solid 4: Guns of the Patriots Limited Edition Soundtrack (2008)